# Celinske Združene države
Celinske Združene države (tudi kontinentalne ZDA, soležne ZDA; angleško contiguous United States, coterminous United States, the lower 48, CONUS) so skupina 48 zveznih držav ZDA in zveznega ozemlja v osrednjem delu Severne Amerike, ki izključuje zvezni državi Aljasko ter Havaje. Ta skupina predstavlja tradicionalno geografsko podobo Združenih držav, saj sta bili slednji zvezni državi uniji priključeni šele v drugi polovici 20. stoletja. Izključena so tudi odvisna otoška ozemlja Ameriška Samoa, Deviški otoki Združenih držav, Severni Marijanski otoki, Guam in Portoriko.
Celinske Združene države zavzemajo 8.080.464,3 km².
V vojaški terminologiji je za celinske Združene države uporabljana kratica CONUS (angleško Continental United States).